# Lijst van werken van Diego Velázquez
Deze lijst geeft een overzicht van het oeuvre van de Spaanse barokschilder Diego Velázquez.

## Schilderijen

### Sevilla (tot 1622)
| Schilderij | Títel                                                        | Datum     | Afmetingen (h × b in cm) | Collectie                                    | Opmerkingen                                        | Catalogusnummer: Morán–Sánchez/López-Rey |
| ---------- | ------------------------------------------------------------ | --------- | ------------------------ | -------------------------------------------- | -------------------------------------------------- | ---------------------------------------- |
|            | Drie muzikanten                                              | 1617–1618 | 87 × 110                 | Staatliche Museen zu Berlin, Berlijn         |                                                    | 1/1                                      |
|            | De lunch                                                     | ca. 1618  | 108,5 × 102              | Hermitage, Sint-Petersburg                   |                                                    | 2/3                                      |
|            | Keukenscène met de maaltijd te Emmaüs ('La mulata')          | ca. 1620  | 55 × 118                 | National Gallery of Ireland, Dublin          | De datum is onzeker en ligt tussen 1617 en 1622.   | 3/17                                     |
|            | Een oude vrouw die eieren bakt                               | 1618      | 100,5 × 119,5            | Scottish National Gallery, Edinburgh         |                                                    | 5/6                                      |
|            | Christus in het huis van Maria en Martha                     | 1618      | 60 × 103,5               | National Gallery, Londen                     |                                                    | 6/7                                      |
|            | Twee jongemannen aan een karige maaltijd                     | 1622      | 65,3 × 104               | Apsley House, Londen                         |                                                    | 9/24                                     |
|            | De heilige Thomas                                            | 1619–1620 | 95 × 73                  | Musée des Beaux-Arts d'Orléans, Orléans      |                                                    | 10/10                                    |
|            | De onbevlekte ontvangenis                                    | 1619      | 135 × 101,6              | National Gallery, Londen                     |                                                    | 11/11                                    |
|            | Johannes op Patmos                                           | 1619      | 135,5 × 102,2            | National Gallery, Londen                     |                                                    | 12/12                                    |
|            | De aanbidding door de koningen                               | 1619      | 204 × 126,5              | Museo Nacional del Prado, Madrid             | Datum in de steen onder de voet van de maagd.      | 13/13                                    |
|            | De heilige Paulus                                            | 1619–1620 | 99 × 78                  | Museu Nacional d'Art de Catalunya, Barcelona |                                                    | 14/14                                    |
|            | Hoofd van een apostel                                        | 1622      | 38 × 29                  | Museo Nacional del Prado, Madrid             |                                                    | 15/15                                    |
|            | De waterverkoper van Sevilla                                 | 1620      | 106,7 × 81               | Apsley House, Londen                         |                                                    | 16/16                                    |
|            | Don Cristóbal Suárez de Ribera                               | 1620      | 207 × 148                | Museo de Bellas Artes de Sevilla             |                                                    | 17/19                                    |
|            | De eerbiedwaardige moeder Jerónima de la Fuente              | 1620      | 162 × 107                | Museo Nacional del Prado, Madrid             | Gesigneerd en gedateerd "Diego Velazquez f. 1620". | 18/20                                    |
|            | De eerbiedwaardige moeder Jerónima de la Fuente              | 1620      | 162,5 × 105              | Colección Fernández Araoz, Madrid            | Gesigneerd en gedateerd "Diego Velazquez f. 1620". | 19/21                                    |
|            | De heilige Ildefonso ontvangt de kazuifel van de Maagd Maria | 1620–1623 | 166 × 120                | De stad Sevilla                              | In slechte conditie.                               | 20/22                                    |
|            | Portret van een heer (Francisco Pacheco)                     | 1620–1622 | 40 × 36                  | Museo Nacional del Prado, Madrid             |                                                    | 21/23                                    |

### Madrid (1622–29)
| Schilderij | Títel                                    | Datum     | Afmeting (cm) | Collectie                                                              | Opmerkingen | Catalogusnummer: Morán–Sánchez/López-Rey |
| ---------- | ---------------------------------------- | --------- | ------------- | ---------------------------------------------------------------------- | --- | ---------------------------------------- |
|            | Portret van Don Luis de Gongora y Argote | 1622      | 50,3 × 40,5   | Museum of Fine Arts (Boston)                                           | | 22/25                                    |
|            | Portret van een man                      | 1623–1624 | 55,5 × 38     | Museo Nacional del Prado, Madrid                                       | | 24/27                                    |
|            | Filips IV                                | 1623–1624 | 61,6 × 48,2   | Meadows Museum, Dallas                                                 | | 25/28                                    |
|            | Portret van een dame                     | 1625      | 32 × 24       | Voorheen in het Koninklijk Paleis van Madrid. Gestolen op 8 juli 2010. | Dit is een fragment van een groter portret dat waarschijnlijk werd beschadigd bij de brand van het Alcazar.                                                          | 28/31                                    |
|            | Kop van een hert                         | 1626–1628 | 58 × 44,5     | Museo Nacional del Prado, Madrid                                       | | 31/33                                    |
|            | Christus aanschouwd door de christenziel | 1626–1628 | 165 × 206,4   | National Gallery, Londen                                               | | 32/35                                    |
|            | Filips IV                                | 1623–1628 | 198 × 101,5   | Museo Nacional del Prado, Madrid                                       | | 33/36                                    |
|            | Portret van de infant Don Carlos         | 1626–1628 | 209 × 125     | Museo Nacional del Prado, Madrid                                       | | 34/37                                    |
|            | Portret van Filips IV in wapenrusting    | c. 1628   | 57 × 44,5     | Museo Nacional del Prado, Madrid                                       | Waarschijnlijk een fragment van een groter werk dat in twee fasen is geschilderd; in de tweede fase is de kleding gewijzigd en een rode sjerp toegevoegd.            | 35/38                                    |
|            | Democritus (De geograaf)                 | 1628–1629 | 101 × 81      | Musée des Beaux-Arts de Rouen                                          | Hoofd en hand zijn overschilderd rond 1640. Op de röntgenfoto is te zien dat de man in zijn linkerhand een drankje had, zoals het geval is op twee bewaarde kopieën. | 37/40                                    |
|            | De triomf van Bacchus ('Los borrachos')  | 1628–1629 | 165,5 × 227,5 | Museo Nacional del Prado, Madrid                                       | | 38/41                                    |
|            | De maaltijd te Emmaüs                    | 1628–1629 | 123,2 × 132,7 | Metropolitan Museum of Art, New York                                   | De voorgestelde dateringen variëren van 1619 (Lafuente Ferrari) tot enige tijd na de eerste reis naar Italië (Marias).                                               | 39/42                                    |

### Eerste reis naar Italië (1629–30)
| Schilderij | Títel                                                                                | Datum | Afmeting (cm) | Collectie                            | Opmerkingen                                                     | Catalogusnummer: Morán–Sánchez/López-Rey |
| ---------- | ------------------------------------------------------------------------------------ | ----- | ------------- | ------------------------------------ | --------------------------------------------------------------- | ---------------------------------------- |
|            | Portret van Maria Anna                                                               | 1630  | 59,5 × 45,5   | Museo Nacional del Prado, Madrid     |                                                                 | 40/48                                    |
|            | De mantel van Jozef                                                                  | 1630  | 223 × 250     | Escorial, San Lorenzo de El Escorial |                                                                 | 41/43                                    |
|            | Apollo in de smidse van Vulcanus                                                     | 1630  | 222 × 290     | Museo Nacional del Prado, Madrid     |                                                                 | 42/44                                    |
|            | Studie voor het hoofd van Apollo                                                     | 1630  | 36 × 25       | Privéverzameling, New York           | Voorstudie voor het schilderij Apollo in de smidse van Vulcanus | 43/45                                    |
|            | Gezicht in de tuin van de Villa Medici in Rome (Het paviljoen van Cleopatra-Ariadne) | 1630  | 44,5 × 38,5   | Museo Nacional del Prado, Madrid     |                                                                 | 44/46                                    |
|            | Gezicht in de tuin van de Villa Medici in Rome (De toegang tot de grot)              | 1630  | 48,5 × 43     | Museo Nacional del Prado, Madrid     |                                                                 | 45/47                                    |

### Madrid (1631–48)
| Schilderij | Títel                                                           | Datum     | Afmeting (cm) | Collectie                                              | Opmerkingen                              | Catalogusnummer: Morán–Sánchez/López-Rey |
| ---------- | --------------------------------------------------------------- | --------- | ------------- | ------------------------------------------------------ | ---------------------------------------- | ---------------------------------------- |
|            | Een sibille (Juana Pacheco?)                                    | 1630–1631 | 62 × 50       | Museo Nacional del Prado, Madrid                       |                                          | 46/49                                    |
|            | Portret van een jongeman                                        | 1630–1631 | 89,2 × 69,5   | Alte Pinakothek, München                               |                                          | 47/50                                    |
|            | De verzoeking van de heilige Thomas van Aquino                  | 1631–1632 | 244 × 203     | Museum of the Orihuela Cathedral, Orihuela             |                                          | 48/130                                   |
|            | Prins Balthasar Karel met een dwerg                             | 1631      | 128,1 × 102   | Museum of Fine Arts (Boston)                           |                                          | 49/51                                    |
|            | Koning Filips IV in bruin en zilver                             | 1631–1632 | 199,5 × 113   | National Gallery, Londen                               |                                          | 50/52                                    |
|            | Elisabeth van Frankrijk (Isabelle de Bourbon)                   | 1631–1632 | 207 × 119     | Private collection, New York                           |                                          | 51/53                                    |
|            | Don Diego del Corral y Arellano                                 | 1631–1632 | 205 × 116     | Museo Nacional del Prado, Madrid                       |                                          | 52/55                                    |
|            | Doña Antonia de Ipeñarrieta y Galdós en haar zoon Don Luis      | 1631–1632 | 205 × 115     | Museo Nacional del Prado, Madrid                       |                                          | 53/54                                    |
|            | Hand van een man                                                | 1630      | 27 × 24       | Onbekend, voorheen in het Koninklijk Paleis van Madrid |                                          | 54/56                                    |
|            | Don Pedro de Barberana y Aparregui                              | 1631–1632 | 198,2 × 111,8 | Kimbell Art Museum, Fort Worth, Texas                  |                                          | 55/57                                    |
|            | Don Juan Mateos                                                 | 1632      | 108 × 90      | Gemäldegalerie Alte Meister, Dresden                   |                                          | 56/58                                    |
|            | De gekruisigde Christus                                         | 1632      | 250 × 170     | Museo Nacional del Prado, Madrid                       |                                          | 57/59                                    |
|            | Portret van prins Balthasar Karel                               | 1632      | 117,8 × 95,9  | Wallace Collection, Londen                             |                                          | 58/60                                    |
|            | Filips IV                                                       | 1632      | 127,5 × 86,5  | Kunsthistorisches Museum, Wenen                        |                                          | 59/61                                    |
|            | Elisabeth van Frankrijk (Isabelle de Bourbon)                   | 1632      | 132 × 101,5   | Kunsthistorisches Museum, Wenen                        |                                          | 60/62                                    |
|            | De nar bijgenaamd Don Juan van Oostenrijk                       | 1632–1633 | 210 × 124,5   | Museo Nacional del Prado, Madrid                       |                                          | 61/65                                    |
|            | Ruiterportret van graaf-hertog Olivares                         | 1634      | 314 × 240     | Museo Nacional del Prado, Madrid                       |                                          | 62/66                                    |
|            | Het witte paard                                                 | 1634–1635 | 310 × 245     | Koninklijk Paleis van Madrid                           |                                          | 63/67                                    |
|            | Ruiterportret van Filips III                                    | 1634–1635 | 305 × 320     | Museo Nacional del Prado, Madrid                       |                                          | 64/68                                    |
|            | Ruiterportret van Margaretha van Oostenrijk                     | 1634–1635 | 302 × 311,5   | Museo Nacional del Prado, Madrid                       |                                          | 65/69                                    |
|            | Ruiterportret van Elisabeth van Frankrijk                       | 1634–1635 | 304,5 × 317,5 | Museo Nacional del Prado, Madrid                       |                                          | 66/70                                    |
|            | Ruiterportret van Filips IV                                     | 1634–1635 | 305,5 × 317,5 | Museo Nacional del Prado, Madrid                       |                                          | 67/71                                    |
|            | Ruiterportret van prins Balthasar Karel                         | 1634–1635 | 209,5 × 174   | Museo Nacional del Prado, Madrid                       |                                          | 68/72                                    |
|            | De overgave van Breda                                           | 1634–1635 | 307,5 × 370,5 | Museo Nacional del Prado, Madrid                       | Spinola ontvangt de sleutels van de stad | 69/73                                    |
|            | Portret van Juan Martínez Montañés                              | 1635–1636 | 110,5 × 87,5  | Museo Nacional del Prado, Madrid                       |                                          | 70/76                                    |
|            | Filips IV als jager                                             | 1632–1633 | 189 × 124,5   | Museo Nacional del Prado, Madrid                       |                                          | 71/63                                    |
|            | De kardinaal-infant Ferdinand van Oostenrijk als jager          | 1632–1633 | 191,5 × 108   | Museo Nacional del Prado, Madrid                       |                                          | 72/64                                    |
|            | Prins Balthasar Karel als jager                                 | 1635–1636 | 191 × 102     | Museo Nacional del Prado, Madrid                       |                                          | 73/77                                    |
|            | Prins Balthasar Karel in de manege                              | 1636      | 144 × 96,5    | Duke of Westminster Collection, Londen                 |                                          | 74/78                                    |
|            | Dame met een waaier                                             | 1635      | 95 × 70       | Wallace Collection, Londen                             |                                          | 75/79                                    |
|            | De naaister                                                     | 1635–1643 | 74 × 60       | National Gallery of Art, Washington D.C.               | Niet afgemaakt en datum onbekend.        | 77/81                                    |
|            | Portret van Pablo de Valladolid                                 | 1636–1637 | 213,5 × 125   | Museo Nacional del Prado, Madrid                       |                                          | 78/82                                    |
|            | De nar Calabacillas                                             | 1637–1639 | 105,5 × 82,5  | Museo Nacional del Prado, Madrid                       |                                          | 79/83                                    |
|            | De nar Barbarroja                                               | 1637–1640 | 200 × 121,5   | Museo Nacional del Prado, Madrid                       |                                          | 80/84                                    |
|            | De heiligen Antonius-Abt en Paulus, de eerste heremiet          | 1635–1638 | 261 × 192     | Museo Nacional del Prado, Madrid                       |                                          | 81/85                                    |
|            | Portret van graaf-hertog Olivares (Gaspar de Guzmán y Pimentel) | 1638      | 67 × 54       | Hermitage, Sint-Petersburg                             |                                          | 82/87                                    |
|            | Francesco I d'Este                                              | 1638      | 68 × 51       | Galería Estense, Módena                                |                                          | 84/89                                    |
|            | Prins Balthasar Karel                                           | 1639      | 128,5 × 99    | Kunsthistorisches Museum, Wenen                        | Velázquez and workshop.                  | 86/90                                    |
|            | Portret van een man                                             | 1635–1645 | 76 × 64,8     | Apsley House, Londen                                   |                                          | 87/91                                    |
|            | Aesopus                                                         | 1639–1641 | 179,5 × 94    | Museo Nacional del Prado, Madrid                       |                                          | 88/92                                    |
|            | Menippus                                                        | 1639–1641 | 178,5 × 93,5  | Museo Nacional del Prado, Madrid                       |                                          | 89/93                                    |
|            | Mars rustend                                                    | 1639–1641 | 181 × 99      | Museo Nacional del Prado, Madrid                       |                                          | 90/94                                    |
|            | Zelfportret                                                     | 1640      | 45,8 × 38     | Museu de Belles Arts de València                       |                                          | 91/96                                    |
|            | Portret van een meisje                                          | 1640      | 51,5 × 41     | Hispanic Society of America, New York                  |                                          | 92/97                                    |
|            | Portret van Francisco Lezcano                                   | 1643–1645 | 107,5 × 83,5  | Museo Nacional del Prado, Madrid                       |                                          | 93/99                                    |
|            | Portret van Filips IV te Fraga                                  | 1644      | 129,8 × 99,4  | Frick Collection, New York                             |                                          | 94/100                                   |
|            | De nar Don Diego de Acedo                                       | 1645      | 106 × 82,5    | Museo Nacional del Prado, Madrid                       |                                          | 96/102                                   |
|            | Portret van Don Sebastián de Morra                              | 1645      | 106 × 81,5    | Museo Nacional del Prado, Madrid                       |                                          | 97/103                                   |
|            | De kroning van de Maagd                                         | 1645      | 178,5 × 134,5 | Museo Nacional del Prado, Madrid                       |                                          | 98/105                                   |
|            | Venus voor de spiegel ('Rokeby Venus')                          |           | 122,5 × 177   | National Gallery, Londen                               |                                          | 100/106                                  |
|            | Sibille met tabula rasa                                         | 1644-1648 | 64 × 58       | Meadows Museum, Dallas                                 |                                          | 101/108                                  |
|            | De infante María Teresa                                         | 1648      | 48 × 37       | Metropolitan Museum of Art, New York                   |                                          | 102/109                                  |
|            | Een ridder van de orde van Santiago                             | 1645–1650 | 67 × 56       | Gemäldegalerie Alte Meister, Dresden                   |                                          | 103/110                                  |

### Tweede reis naar Italië (1649–51)
| Schilderij | Títel                                                  | Datum     | Afmeting (cm) | Collectie                             | Opmerkingen | Catalogusnummer: Morán–Sánchez/López-Rey |
| ---------- | ------------------------------------------------------ | --------- | ------------- | ------------------------------------- | ----------- | ---------------------------------------- |
|            | Portret van Juan de Pareja                             | 1649–1650 | 81,3 × 69,9   | Metropolitan Museum of Art, New York  |             | 104/112                                  |
|            | Ferdinando Brandani (De zogeheten barbier van de paus) | 1650      | 50,5 × 47     | Museo Nacional del Prado, Madrid      |             | 105/113                                  |
|            | Portret van paus Innocentius X                         | 1650      | 140 × 120     | Galleria Doria Pamphilj, Rome         |             | 106/114                                  |
|            | Paus Innocentius X                                     | 1650      | 82 × 71,5     | Apsley House, Londen                  |             | 107/115                                  |
|            | Camillo Massimi                                        | 1650      | 73,6 × 58,5   | Kingston Lacy, Dorset                 |             | 108/116                                  |
|            | Kardinaal Astalli                                      | 1650–1651 | 61 × 48,5     | Hispanic Society of America, New York |             | 109/117                                  |

### Madrid (1651–60)
| Schilderij | Títel                                                      | Datum         | Afmeting (cm) | Collectie                            | Opmerkingen | Catalogusnummer: Morán–Sánchez/López-Rey |
| ---------- | ---------------------------------------------------------- | ------------- | ------------- | ------------------------------------ | ----------- | ---------------------------------------- |
|            | Maria Theresia, infante van Spanje                         | 1651–1652     | 34,3 × 40     | Metropolitan Museum of Art, New York |             | 110/118                                  |
|            | Portret van Maria Theresia, infante van Spanje             | 1651–1653     | 127 × 98,5    | Kunsthistorisches Museum, Wenen      |             | 111/119                                  |
|            | Portret van Filips IV                                      | 1653–1655     | 69 × 56       | Museo Nacional del Prado, Madrid     |             | 112/120                                  |
|            | Portret van Maria Anna van Oostenrijk, koningin van Spanje | 1652–1653     | 234 × 131,5   | Museo Nacional del Prado, Madrid     |             | 113/121                                  |
|            | De infante Margaretha Theresia                             | 1653          | 128,5 × 100   | Kunsthistorisches Museum, Wenen      |             | 114/122                                  |
|            | De infante Margaretha Theresia                             | 1656          | 105 × 88      | Kunsthistorisches Museum, Wenen      |             | 115/123                                  |
|            | Las meninas                                                | 1656–1657     | 318 × 276     | Museo Nacional del Prado, Madrid     |             | 116/124                                  |
|            | Las hilanderas of De fabel van Arachne                     | ca. 1657-1659 | 167 × 252     | Museo Nacional del Prado, Madrid     |             | 117/107                                  |
|            | Koningin Maria Anna van Oostenrijk                         | 1655–1656     | 46,5 × 43     | Meadows Museum, Dallas               |             | 118/125                                  |
|            | Mercurius en Argus                                         | 1659          | 128 × 250     | Museo Nacional del Prado, Madrid     |             | 120/127                                  |
|            | De infante Margaretha Theresia met blauwe jurk             | 1659          | 127 × 107     | Kunsthistorisches Museum, Wenen      |             | 121/128                                  |
|            | Portret van prins Filips Prospero                          | 1659          | 128,5 × 99,5  | Kunsthistorisches Museum, Wenen      |             | 122/129                                  |

### Betwijfelde toeschrijvingen
| Schilderij | Títel                                                                   | Datum     | Afmeting (cm) | Collectie                                                                   | Opmerkingen | Catalogusnummer: Morán–Sánchez/López-Rey |
| ---------- | ----------------------------------------------------------------------- | --------- | ------------- | --------------------------------------------------------------------------- | --- | ---------------------------------------- |
|            | De opvoeding van de Maagd                                               | 1617-1618 |               | Yale University Art Gallery, New Haven                                      | Authenticiteit onduidelijk. |                                          |
|            | De keukenmeid (La mulata)                                               | 1620      | 55 × 104,5    | Art Institute of Chicago, Chicago                                           | Volgens sommigen een kopie. | 4/18                                     |
|            | Hoofd van een jongeman in profiel                                       | 1618–1619 | 39,5 × 35,8   | Hermitage, Sint-Petersburg                                                  | Waarschijnlijk origineel. | 7/8                                      |
|            | De boerenlunch                                                          | 1618–1619 | 96 × 112      | Museum of Fine Arts, Budapest                                               | In slechte toestand en sterk overschilderd.                                                                                      | 8/9                                      |
|            | La Immaculada                                                           | 1618–1620 | 142 × 98,5    | Centro de Investigación Diego Velázquez, Fundación Focus-Abengoa Sevilla    | Authenticiteit betwist. |                                          |
|            | De tranen van de heilige Petrus                                         | 1618–1619 | 132 × 98,5    | Colección Villar-Mir, Madrid                                                | Sinds 1999 beschouwd als het origineel van een werk dat van veel kopieën bekend is.                                              |                                          |
|            | Johannes de Doper in de wildernis                                       | 1620      | 175,3 × 152,5 | Art Institute of Chicago                                                    | Mogelijk door Velázquez. |                                          |
|            | Portret van een geestelijke                                             | 1622–1623 | 66.5 × 51     | Colección Payá, Madrid                                                      | Mogelijk door Velázquez. Inscriptie: "AETATIS SVAE. 40-" ("Op 40-jarige leeftijd").                                              | 23/26                                    |
|            | Een heer (Juan de Fonseca?)                                             | 1623      | 52 × 40       | Detroit Institute of Arts, Detroit                                          | Mogelijk door Velázquez. In slechte toestand.                                                                                    |                                          |
|            | De eerwaarde broeder Simón de Rojas op zijn doodsbed                    | 1624      | 101 × 121     | Colección de los duques del Infantado, Madrid                               | Inscripties: "AVE MARIA" rechtsboven: "El RºP.M. Fr. Simon D. Roxas".                                                            |                                          |
|            | Filips IV                                                               | 1624      | 200 × 102,9   | Metropolitan Museum of Art, New York                                        | Volgens sommigen een kopie. | 26/29                                    |
|            | Portret van graaf-hertog Olivares                                       | 1624      | 201,2 × 111,1 | São Paulo Museum of Art, São Paulo                                          | Volgens sommigen een kopie naar een origineel.                                                                                   | 27/30                                    |
|            | De graaf-hertog Olivares                                                | 1624–1626 | 216 × 192,5   | Hispanic Society of America, New York                                       | Inscripties: "el Conde Duque" en "A 25". In slechte toestand. Mogelijk door Velázquez.                                           | 29/32                                    |
|            | De graaf-hertog Olivares                                                | 1624–1625 | 209 × 111     | Colección Várez Fisa, Madrid                                                | In slechte toestand. Volgens het Prado van Velázquez (volgens anderen een kopie van de vorige).                                  | 30/–                                     |
|            | Portret van een man                                                     | 1626–1628 | 104 × 79      | Museo Soumaya, Mexico City                                                  | Mogelijk door Velázquez. In slechte toestand.                                                                                    | –/34                                     |
|            | Filips IV met geel wambuis                                              | 1628      | 205 × 117     | John and Mable Ringling Museum of Art, Sarasota, Florida                    | Authenticiteit onduidelijk. |                                          |
|            | De nar Calabacillas                                                     | 1626–1632 | 175,5 × 106,5 | The Cleveland Museum of Art, Cleveland                                      | Afgeschreven door Brown. | 36/39                                    |
|            | Portret van een geestelijke (zelfportret?)                              | 1630      | 67 × 50       | Capitoline Museums, Rome                                                    | |                                          |
|            | Ruziënde soldaten voor de ambassade van Spanje ('La rissa')             | 1630      | 28,9 × 39,6   | Colección Pallavicini, Rome                                                 | Olieverf op koper. Toegeschreven aan Velázquez.                                                                                  |                                          |
|            | De heilige Rufina                                                       | 1632–1634 | 77 × 64       | Centro de Investigaciones Diego Velázquez, Fundación Focus-Abengoa, Seville | |                                          |
|            | Portret van een man                                                     | 1630      | 68,6 × 55,2   | Metropolitan Museum of Art, New York                                        | Na restauratie in 2009 toegeschreven aan Velázquez                                                                               |                                          |
|            | Portret van een man                                                     | 1630      |               | Otto Naumann, New York                                                      | Herondekt in 2010, verkocht tijdens een veiling in Londen for $4,7 miljoen in 2011 aan een handelaar (Otto Naumann) in New York. |                                          |
|            | Christus aan het kruis                                                  | 1631      | 100 × 57      | Museo Nacional del Prado, Madrid                                            | Het is onduidelijk of de signatuur "Do. Velazquez fa. 1631" origineel is.                                                        |                                          |
|            | Jonge dame                                                              | 1635      | 98 × 49       | Collectie van de Duke of Devonshire, Chatsworth, Derbyshire, England        | | 76/80                                    |
|            | De heilige Antonius-Abt                                                 | 1635–1638 | 55,8 × 40     | Privéverzameling, New York                                                  | | -/86                                     |
|            | Filips IV op everzwijnenjacht ('La tela real' - 'Het koninklijke doek') | 1636–1638 | 182 × 302     | National Gallery, Londen                                                    | | 85/-                                     |
|            | De graaf-hertog Olivares                                                | 1638      | 10 × 8        | Palacio Real de Madrid, Madrid                                              | Olieverf op koper. Mogelijk origineel.                                                                                           | 83/88                                    |
|            | Don Francisco Bandrés de Abarca                                         | 1638–1646 | 64 × 53       | Voorheen Greenville Art Museum, South Carolina (gestolen op 8 juli 2010)    | Mogelijk een fragment van een origineel portret; in slechte toestand.                                                            | -/95                                     |
|            | Ruiterportret van Filips IV                                             | 1645      | 393 × 267     | Uffizi, Florence                                                            | | 95/101                                   |
|            | De nar don Sebastián de Morra                                           | 1645      | 106 × 84,5    | Privéverzameling, Zwitserland                                               | | -/104                                    |
|            | Juan Francisco Pimentel, graaf van Benavente                            | 1648      | 109,5 × 88,5  | Museo Nacional del Prado, Madrid                                            | In het Prado als "toegeschreven aan Velázquez". Er is geen consensus over de authenticiteit.                                     | 99/-                                     |
|            | Het boerenmeisje ('La gallega')                                         | 1645–1650 | 60 × 46,5     | Privéverzameling, Zwitserland?                                              | Onvoltooid. Afgeschreven door Brown.                                                                                             | -/111                                    |
|            | Cristoforo Segni                                                        | 1650–1651 | 144 × 92      | Kisters verzameling, Kreuzlingen, Switzerland                               | |                                          |
|            | De infante Margaretha Theresia                                          | 1653      | 115 × 91      | Verzameling van de Dukes of Alba, Madrid                                    | |                                          |
|            | Filips IV                                                               | 1656–1657 | 64 × 53,75    | National Gallery, Londen                                                    | | 123/-                                    |
|            | Koningin Maria Anna van Oostenrijk                                      | 1656–1657 | 64,7 × 54,6   | Thyssen-Bornemisza Museum, Madrid                                           | Afgeschreven door Brown. | 119/126                                  |

## Tekeningen
| Schilderij | Títel                                                                | Datum     | Techniek                | Afmetingen (cm) | Collectie                                             | Opmerkingen                                | Catalogusnummer: Morán–Sánchez/López-Rey |
| ---------- | -------------------------------------------------------------------- | --------- | ----------------------- | --------------- | ----------------------------------------------------- | ------------------------------------------ | ---------------------------------------- |
|            | Borststuk van een meisje                                             | 1618      | Houtskool op papier     | 20 × 13,5       | Biblioteca Nacional de España, Madrid                 |                                            | DQ6/4                                    |
|            | Hoofd van een meisje                                                 | 1618      | Houtskool op papier     | 15 × 11,7       | Biblioteca Nacional de España, Madrid                 |                                            | DQ1/5                                    |
|            | Studie van Christus aanschouwd door de christenziel                  | 1626–1628 |                         |                 | Voorheen in het Jovellanos-instituut, Gijón           | Vernietigd in 1936                         | DQ5/35b                                  |
|            | Studie voor De overgave van Breda                                    | 1634–1635 | Zwart potlood op papier | 26,2 × 16,8     | Biblioteca Nacional de España, Madrid                 |                                            | D2a/74                                   |
|            | Studie voor de persoon van generaal Spinola in De overgave van Breda | 1634–1635 | Zwart potlood op papier | 26,2 × 16,8     | Biblioteca Nacional de España, Madrid                 |                                            | D2b/75                                   |
|            | Portret van don Gaspar de Borja y Velasco                            | 1643–1645 | Zwart potlood op papier | 18,6 × 11,6     | Real Academia de Bellas Artes de San Fernando, Madrid | Studie voor een verloren gegaan schilderij | D1/98                                    |